# Valkeisjärvi
Valkeisjärvi eller Valkeajärvi är en sjö i Finland. Den ligger i kommunen Viitasaari i landskapet Mellersta Finland, i den centrala delen av landet, 300 km norr om huvudstaden Helsingfors. Valkeisjärvi ligger 120,8 meter över havet. I omgivningarna runt Valkeisjärvi växer i huvudsak blandskog. Den är 15 meter djup. Arean är 60,5 hektar och strandlinjen är 6,06 kilometer lång. Sjön  ingår i Kymmene älvs huvudavrinningsområde. 